# Sunes verden
Sunes verden (originaltitel: Sune och hans värld) er en svensk animeret tv-serie baseret på Sune-serien af Anders Jacobsson og Sören Olsson. Serien er produceret af animationsstudiet Happy Life og blev sendt første gang på svensk tv fra 2002 til 2003.

## Svenske stemmer
- Bevin Hansson - Sune
- Daniel De Geer - Håkan Bråkan
- Nicolina Konstenius - Anna
- Tintin Anderzon - Karin
- Jacob Ericksson - Rudolf
- Joakim Jennefors - Rudolf
- Alvia Elfstrand - Sophie
- Ludwig Berling - Herman
- Lennart Jähkel - Ragnar Blixt
- Fredrik Dolk - farbror Bertil
- Irene Lindh - faster Rut
- Torsten Wahlund - chefen

## Danske stemmer[3]
- Andreas Jessen
- Camilla Lindhof Vindeby
- Jette Sophie Sievertsen
- Kristoffer Helmuth
- Malene Tabart
- Peter Aude
- Sasia Bernild Mølgaard Lilja
- Thomas Mørk